# Madri del deserto
Le Madri del Deserto erano delle ascete cristiane che vivevano nel deserto dell'Egitto, di Israele e della Siria tra il IV e il V sec. d.C. Di solito vivevano in comunità monastiche che cominciarono a formarsi in quel tempo, sebbene a volte vivessero come eremite. Anche altre donne di quel tempo che hanno influenzato le prime tradizioni ascetiche o monastiche mentre vivevano nel deserto vengono descritte come Madri del Deserto.
I Padri del Deserto sono molto più noti perché molte delle prime biografie dei santi «venivano scritte da uomini per un pubblico di monaci» - le poche storie sulle Madri del Deserto arrivano dai primi Padri del Deserto e dai loro biografi. Molte donne del deserto avevano ruoli di comando nella comunità cristiana. L'Apophthegmata Patrum, o Detti dei Padri del Deserto, include 47 detti che sono attribuiti alle Madri del Deserto. Ci sono diversi capitoli dedicati alle Madri del Deserto nella Storia lausiaca di Palladio, che menziona 2975 donne che vivevano nel deserto. Altre fonti includono storie raccontate negli anni sulle vite dei santi dell'epoca, tradizionalmente chiamate vitae ("vita"). Le vite di 12 sante del deserto sono descritte nel Libro I del Vitae Patrum (Vite dei Padri).

## Esempi noti

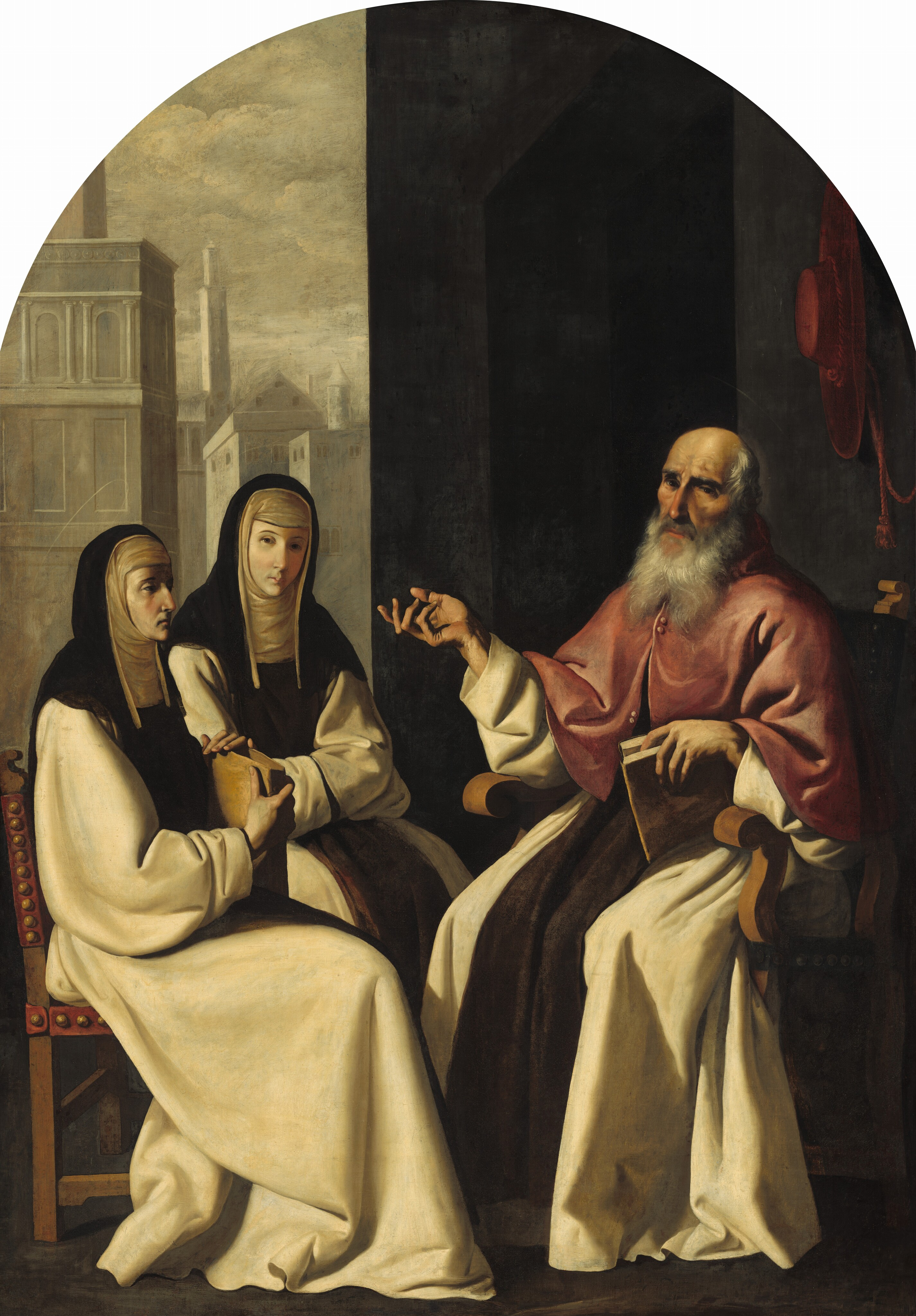
San Girolamo con due delle più famose madri del deserto: santa Paola e sua figlia santa Eustochio.

Le Madri del Deserto erano conosciute come ammas ("madri spirituali"), comparabili ai Padri del Deserto (abbas), per il rispetto che si erano guadagnate come insegnanti spirituali e direttori. Una delle più famose Madri del Deserto è stata Santa Sincletica, che aveva 27 detti attribuiti tra i Detti dei Padri del Deserto. Anche altre due ammas, Teodora di Alessandria e Sarah del Deserto, nota anche come Madre Sarra, avevano dei detti in quel libro. Le Madri del Deserto descritte nella Storia Lausiaca includono Melania l'anziana, Melania la giovane, Olimpia di Nicomedia, Paola Romana e sua figlia Giulia Eustochio, e diverse altre donne di cui l'autore non riporta il nome.
Secondo fonti scritte, Santa Sincletica potrebbe essere nata intorno al 270 d.C., dato che si dice che sia arrivata ad avere circa ottant'anni nel 350 d.C., con genitori ricchi ad Alessandria e che fu ben istruita, con uno studio anche degli scritti del Padre del Deserto Evagrio Pontico. Dopo la morte dei suoi genitori, vendette tutto quello che aveva e diede il ricavato ai poveri. Dopo avere lasciato la città insieme alla sorella cieca, ha vissuto come eremita tra le tombe fuori Alessandria. Gradualmente attorno a lei crebbe una comunità di donne ascete, e lei divenne la loro madre spirituale. Sebbene fosse un'asceta ed eremita, Sincletica insegnò la moderazione, e che l'ascetismo non era fine a sé stesso.
Teodora di Alessandria era la amma di una comunità monastica di donne vicino ad Alessandria. Prima di ciò, lei era scappata nel deserto travestita da uomo e si unì ad una comunità di monaci. Era molto richiesta dai Padri del Deserto per i suoi consigli - anche il vescovo Teofilo di Alessandria la cercò per dei consigli.
I detti di Sarah del Deserto indicano che era un'eremita che aveva vissuto vicino a un fiume per sessant'anni. Le sue risposte taglienti ad alcuni uomini vecchi che la sfidavano mostrano la sua forte personalità. Secondo una storia, due anacoreti le fecero visita nel deserto, con l'intenzione di umiliarla. Le dissero «Stai attenta a non diventare presuntuosa pensando tra te e te: “Guarda come gli anacoreti vengono a trovare me, che sono solo una donna”. Lei rispose “Per la natura io sono una donna, ma non per i miei pensieri”».
Melania l'anziana, figlia di un ufficiale romano, divenne vedova in giovane età e si trasferì ad Alessandria, e poi nel Deserto di Wadi El Natrun. Incontrò diversi Padri del Deserto, li seguì nei loro viaggi e provvedeva a loro con i suoi soldi. Ad un certo punto venne buttata in prigione per averli aiutati, dopo che diversi Padri erano stati banditi dagli ufficiali in Palestina. Successivamente fondò un convento a Gerusalemme con circa cinquanta suore. Sua nipote, Melania la giovane, si sposò a tredici anni ed ebbe due figli, entrambi morti giovani. A vent'anni, lei e suo marito Piniano rinunciarono al mondo, fondando conventi e monasteri.
Secondo Averil Cameron, le donne erano abbastanza importanti nella tradizione del deserto, sebbene i primi racconti le lasciassero senza nome. Secondo Cameron non c'è distinzione tra i detti dei saggi maschi e quelli di Amma Sarah e Amma Sincletia. Un testo si riferisce a Teodora, che aveva monaci che ascoltavano i suoi consigli e le ponevano domande. Alcune donne trasformarono le loro case in strutture religiose dove ciostituivano gruppi sociali/religiosi con uomini e donne. Le donne non poteveno essere ordinate diaconi o preti.

## Detti
- Amma Sarah ha detto «Se io pregassi Dio affinché tutti approvino la mia condotta, mi ritroverei penitente alla porta di ognuno, ma preferirei pregare che il mio cuore resti sempre puro».[11]
- Amma Sincletica ha detto «All'inizio ci sono molte grandi battaglie e una discreta quantità di sofferenze per quelli che avanzano verso Dio e poi, gioia ineffabile. È come quelli che sperano di accendere un fuoco; all'inizio tossiscono per il fumo e piangono, e con questo ottengono quello che vogliono... dobbiamo quindi accendere il fuoco divino in noi stessi attraverso le lacrime e il lavoro duro».[12]
- Amma Sincletica ha detto «Ci sono molte persone che vivono sulle montagne e si comportano come se fossero in città; perdono il loro tempo. È possibile essere solitari nella mente vivendo nella folla ed è possibile per coloro che sono solitari vivere nella folla dei loro pensieri».[13]
- Amma Teodora ha detto che né l'ascetismo, né la veglia, né alcun tipo di sofferenza sono in grado di salvare. Solo la vera umiltà può farlo. C'era un eremita che era capace di cacciare i demoni. E lui chiedeva a loro: «Cosa ti fa andare via? Il digiuno?» Loro rispondevano: «Noi non mangiamo né beviamo». «È la veglia?» Essi risposero: «Noi non dormiamo» «Quindi quale potere vi allontana?» Essi risposero: «Niente ci può sopraffare, solo l'umiltà». Amma Teodora ha detto: «Vedete come l'umiltà vince contro i demoni?».[14]

### Altre letture
- Benedicta Ward, Apophthegmata Matrum, in E. A. Livingstone (a cura di), Studia Patristica, vol. 16.2, Berlino, Akademie Verlag, 1985,  pp. 63-66.